# Círio Fluvial Noturno de Santo Antônio
O Círio Fluvial Noturno de Santo Antônio é uma tradicional festividade católica da cidade de Oriximiná, oeste do estado do Pará. Segundo seus moradores, é o maior círio fluvial noturno de que se tem conhecimento.

## Histórico

### Antecedentes
O culto a Santo Antônio em Oriximiná, data da fundação da cidade ocorrida em junho de 1877 pelo padre José Nicolino de Souza; ao celebrar a primeira missa numa comunidade na margem esquerda do Rio Trombetas no domingo, 13 de junho, por ser o dia consagrado ao santo, batizou a localidade como Santo Antônio de Uruá-Tapera. Desde então, Santo Antônio é o padroeiro de Oriximiná.
O círio dedicado ao santo ocorre em Oriximiná desde pelo menos 1936, quando ainda era realizado por terra e ocorria do primeiro ao décimo-quinto dia de agosto, sendo a figura do santo conduzida em procissão pelas ruas da cidade, sobre um andor. A imagem era conduzida até a residência de uma família devota, a qual, juntamente com outras pessoas da comunidade, a conduziam de volta até a Igreja Matriz de Santo Antônio, onde realizavam-se trezenas e ladainhas em louvor ao padroeiro.
A partir de 1946, após um acordo com a Cúria Prelatícia de Santarém, o círio passou a ser fluvial e noturno. A data da celebração também foi alterada, sendo o círio realizado no primeiro domingo de agosto, e a festa em sua homenagem no terceiro domingo.

### Atualidade
O Círio de Santo Antônio tornou-se um importante evento turístico e religioso no oeste do Pará, tendo apoio oficial do município e do governo estadual. Sua realização movimenta a economia local e do seu entorno, com grande afluxo de turistas, inclusive do exterior. A maior parte do trabalho que envolve diretamente a celebração religiosa, contudo, ainda é exercida por voluntários. Para contemplar e contentar essa massa de romeiros e curiosos, a Festividade começa dois dias antes do domingo festivo, no Pré-Círio, onde são realizadas apresentações teatrais e de dança pautadas nas tradições regionais.
Enquanto no passado a imagem de Santo Antônio era conduzida de canoa até o porto da cidade, atualmente ela faz o percurso numa balsa motorizada acompanhada por várias embarcações de maior porte, enfeitadas e iluminadas, que atravessam águas cobertas por velas flutuantes. A procissão fluvial é recebida então com uma queima de fogos de artifício ao chegar à cidade. O andor é descido, e a imagem é conduzida em procissão até a praça da igreja matriz, onde se realiza uma grande missa.